# Европско првенство у атлетици на отвореном 2018 — штафета 4 x 400 метара за мушкарце
Такмичење у трци штафета 4 х 400 м у мушкој конкуренцији на Европском првенству у атлетици 2018. у Берлину одржано је 10. и 11. августа на Олимпијском стадиону.
Титулу освојену у Амстердаму 2016 одбранила је штафета Белгије.

## Земље учеснице
Учествовала су 68 такмичара из 16 земаља.
1. Белгија (5)
2. Ирска (4)
3. Италија (4)
4. Немачка (5)
5. Пољска (6)
6. Румунија (4)
7. Турска (4)
8. Уједињено Краљевство (6)
9. Украјина (4)
10. Француска (4)
11. Холандија (4)
12. Хрватска (4)
13. Чешка (4)
14. Швајцарска (4)
15. Шведска (4)
16. Шпанија (6)

## Рекорди
| Рекорди пре почетка Европског првенства 2018.     | Рекорди пре почетка Европског првенства 2018.                                          | Рекорди пре почетка Европског првенства 2018. | Рекорди пре почетка Европског првенства 2018. | Рекорди пре почетка Европског првенства 2018. |
| ------------------------------------------------- | -------------------------------------------------------------------------------------- | --------------------------------------------- | --------------------------------------------- | --------------------------------------------- |
| Олимпијски рекорди                                | Сједињене Државе · (Лашон Мерит, Анџело Тејлор, Дејвид Невил, Џереми Воринер)          | 2:55,39                                       | Пекинг, Кина                                  | 23. август 2008.                              |
| Светски рекорд                                    | Сједињене Државе · (Ендру Валмон, Квинси Вотс, Бач Рејнолдс, Мајкл Џонсон)             | 2:54,29                                       | Штутгарт, Немачка                             | 22. август 1993.                              |
| Европски рекорд                                   | Велика Британија · (Иван Томас, Марк Ричардсон, Џејми Болч, Роџер Блек)                | 2:56,60                                       | Атланта, САД                                  | 3. август 1996.                               |
| Рекорди Европских првенстава                      | Велика Британија · ( Пол Сандерс, Крис Акабуси, Џон Риџис, Роџер Блек)                 | 2:58,22                                       | Сплит, Југославија                            | 1. септембар 1990.                            |
| Најбољи светски резултат сезоне                   | Универзитет Северне Дакоте САД (Рики Морган, Рај Бенџамин, Зачари Шиник, Мајкл Норман) | 2:59,00                                       | Јуџин, САД                                    | 8. јун 2018.                                  |
| Најбољи европски резултат сезоне                  | Италија · (Даниеле Корса, Микеле Трича, Владимир Ачети, Давиде Ре)                     | 3:02,11                                       | Берн, Швајцарска                              | 16. јун 2018.                                 |
| Рекорди после завршетка Европског првенства 2018. |                                                                                        |                                               |                                               |                                               |
| Најбољи европски резултат сезоне                  | Велика Британија · (Камерон Чалмерс, Двејн Кован, Рабах Јусиф, Мартин Руни)            | 3:01,62                                       | Берлин, Немачка                               | 10. авгзст 2018.                              |
| Најбољи европски резултат сезоне                  | Белгија · (Дилан Борле, Жонатан Борле, Жонатан Сакор, Кевин Борле)                     | 2:59,47                                       | Берлин, Немачка                               | 11. август 2018.                              |

## Сатница
| Датум      | Време | Коло          |
| ---------- | ----- | ------------- |
| 10. август | 13:05 | Квалификације |
| 11. август | 21:30 | Финале        |

## Освајачи медаља
|                                                                     |                                                                                    |                                                                        |
| Белгија · Дилан Борле · Жонатан Борле · Жонатан Сакор · Кевин Борле | Уједињено Краљевство · Рабах Јусиф · Двејн Кован · Метју Хадсон-Смит · Мартин Руни | Шпанија · Оскар Усилиос · Лукас Буа · Самуел Гарсија · Бруно Хортелано |

## Резултати

### Квалификације
Такмичење је одржамо 10. августа 2018. године. За 8 места у финалу квалификовале су се по три првопласиране штафете из обе квалификационе групе (КВ) и две штафете на основу постигнутог резултата (кв).,,
Почетак такмичења: група 1 у 13:05, група 2 у 13:15.
| Поз. | Гру. | Ста. | Штафета              | Атлетичари                                                          | НР      | Рез.    | Бел.         |
| ---- | ---- | ---- | -------------------- | ------------------------------------------------------------------- | ------- | ------- | ------------ |
| 1.   | 1    | 4    | Уједињено Краљевство | Камерон Чалмерс, Двејн Кован, Рабах Јусиф, Мартин Руни              | 2:56,60 | 3:01,62 | КВ, ЕРС      |
| 2.   | 1    | 5    | Француска            | Маме-Ибра Ан, Мамаду Касе Ан, Теди Венел, Томас Жордије             | 2:58,96 | 3:01,67 | КВ, НРС      |
| 3.   | 1    | 7    | Чешка                | Патрик Шорм, Михал Десенски, Вит Милер, Павел Маслак                | 3:02,66 | 3:02,52 | КВ, НР       |
| 4.   | 2    | 4    | Белгија              | Жилијен Ватрен, Робин Вандербемден, Жонатан Сакор, Дилан Борле      | 2:58,52 | 3:02,55 | КВ           |
| 5.   | 1    | 3    | Пољска               | Дариуш Ковалук, Рафал Омелко, Матеуш Жезничак, Кајетан Душински     | 2:58,00 | 3:02,75 | кв           |
| 6.   | 1    | 6    | Немачка              | Марвин Шлегел, Торбен Јункер, Фабијан Дамерман, Јоханес Трефц       | 2:59,86 | 3:03,37 | кв           |
| 7.   | 2    | 3    | Италија              | Едоардо Скоти, Микеле Трича, Владимир Ачети, Давиде Ре              | 3:01,37 | 3:04,08 | КВ           |
| 8.   | 2    | 5    | Шпанија              | Марк Ујакпор, Лукас Буа, Дарвин Андрес Ечевери, Самуел Гарсија      | 3:00,65 | 3:04,62 | КВ, НРС      |
| 9.   | 2    | 6    | Холандија            | Тони ван Дипен, Лимарвин Боневасија, Рамсеи Ангела, Ник Смидт       | 3:02,37 | 3:04,93 |              |
| 10.  | 1    | 8    | Украјина             | Олексиј Поздњаков, Данило Даниенко, Станислав Сеник, Виталиј Бутрим | 3:02,35 | 3:05,95 | НРС          |
| 11.  | 2    | 8    | Ирска                | Кристофер О’Донел, Брандон Ареј, Леон Рид, Томас Бар                | 3:01,26 | 3:06,55 | НРС          |
| 12.  | 2    | 1    | Хрватска             | Матео Ружић, Хрвоје Чукман, Свен Цепуш, Матео Ковачић               | 3:05,42 | 3:07,80 | НРС          |
| 13.  | 2    | 7    | Турска               | Абдулах Тутунци, Јавуз Џан, Акин Озјурек, Батухан Алтинташ          | 3:02,22 | 3:07,83 |              |
| 14.  | 2    | 2    | Румунија             | Кристијан Раду, Космин Трофин, Давид-Јустин Настасе, Роберт Парђе   | 3:04,23 | 3:10,08 |              |
|      | 1    | 1    | Шведска              | Карл Бенгтстром, Ерик Мартинсон, Денис Форсман, Јоел Грот           | 3:02,57 | Диск.   | чл. 170.20   |
|      | 1    | 2    | Швајцарска           | Јонас Гехриг, Рики Петручиани, Јел Бургундер, Чарлс Девантаи        | 3:02,46 | Диск.   | чл. 163.3(б) |

### Финале
Такмичење је одржано 11. августа 2018. године у 21:30.
| Поз. | Стаза | Штафета              | Атлетичари                                                     | Време   | Белешка |
| ---- | ----- | -------------------- | -------------------------------------------------------------- | ------- | ------- |
|      | 3     | Белгија              | Дилан Борле, Жонатан Борле, Жонатан Сакор, Кевин Борле         | 2:59,47 | ЕРС     |
|      | 5     | Уједињено Краљевство | Рабах Јусиф, Двејн Кован, Метју Хадсон-Смит, Мартин Руни       | 3:00,36 | НРС     |
|      | 7     | Шпанија              | Оскар Усилиос, Лукас Буа, Самуел Гарсија, Бруно Хортелано      | 3:00,78 | НРС     |
| 4.   | 6     | Француска            | Лидви Ваљан, Мамаду Касе Ан, Теди Венел, Томас Жордије         | 3:02,08 |         |
| 5.   | 2     | Пољска               | Карол Залевски, Рафал Омелко, Лукаш Кравчук, Кајетан Душински  | 3:02,27 |         |
| 6.   | 4     | Италија              | Едоардо Скоти, Микеле Трича, Давиде Ре, Матео Галван           | 3:02,34 |         |
| 7.   | 8     | Чешка                | Јан Тесар, Павел Маслак, Патрик Шорм, Филип Шнејдр             | 3:03,00 |         |
| 8.   | 1     | Немачка              | Патрик Шнајдер, Торбен Јункер, Фабијан Дамерман, Јоханес Трефц | 3:04,69 |         |